# Myszowice
Myszowice (niem. Mauschwitz, 1936–1945 Mauschdorf) – wieś w Polsce położona w województwie opolskim, w powiecie nyskim, w gminie Korfantów.
W latach 1975–1998 miejscowość administracyjnie należała do ówczesnego województwa opolskiego.

## Nazwa
Nazwa pochodzi od polskiej nazwy zwierzęcia z rodziny gryzoni - myszy. W kronice łacińskiej Liber fundationis episcopatus Vratislaviensis (pol. Księga uposażeń biskupstwa wrocławskiego) spisanej w latach 1295-1305 miejscowość wymieniona jest w formie Myssowitz. Miejscowość nosiła również nazwę niemiecką Mauschwitz.

## Historia
Myszowice wzmiankowane są w dokumentach już w 1300 roku i jako osada lokowane były na prawie niemieckim w XIII wieku. Początkowo wieś należała do dóbr pańskich Korfantów. W 1783 było tu 181 mieszkańców - sami zagrodnicy i chałupnicy. Z istniejących wówczas pięciu stawów rybnych zachował się jeszcze tylko staw Kamienny (Steinteich) ulokowany przy dawnym młynie nazywanym Talmühle.
Myszowice liczyły 241 mieszkańców, 40 domów mieszkalnych i zajmowały powierzchnię 448 ha. Ostatnim niemieckim burmistrzem był tu rolnik i właściciel gospody Josef Becher.
Wieś zgodnie z najstarszym podziałem kościelnym podlegała pod parafię katolicką w Jasienicy Dolnej, gdzie również i dzieci uczęszczały do szkoły. Później Myszowice przeszły do rejonu szkolnego Kuropas, a w 1930 roku w miejscowym zamku stworzono własną jednoklasową szkołę katolicką.
Poza gospodą we wsi nie funkcjonował żaden inny zakład usługowy.
Rolnictwo: 1 gospodarstwo powyżej 20 ha, 15 powyżej 10 ha, 22 powyżej 5 ha, 5 poniżej 5 ha.
Dobra szlacheckie wielkości 263 ha, należące do hrabiów Strachwitz z Wierzbia, w 1930 roku zostały rozparcelowane i zasiedlone.
Od 1776 r. wieś posiadała pieczęć gminną, na której wizerunku przedstawiono ostrze kosy w słup, za nim skrzyżowane grabie i cep.
W marcu 1945 roku wioskę zajęli Rosjanie. Mieszkańcy uciekli, ale nie zdołali przedrzeć się przez okrążenie. W lecie 1945 do miejscowych domostw ściągnięto polskie rodziny; w czerwcu 1946 roku Niemców wydalono.
Z Myszowic pochodził hrabia Leo Lanckoroński (1884-1969), prawnik, pisarz, tłumacz i numizmatyk, autor książek poświęconych włoskiej liryce i tłumacz między innymi sonetów F. Petrarki.